# Boucekiana tetracampoides
Boucekiana tetracampoides är en stekelart som beskrevs av De Santis 1975. Boucekiana tetracampoides ingår i släktet Boucekiana och familjen kragglanssteklar. Inga underarter finns listade.